# Мидланд (команда Формулы-1)
MF1 Racing (полное название Midland F1 Racing) — команда, выступавшая в Формуле-1 под российским флагом. Владельцем команды являлся Midland Group, директор которой Алекс Шнайдер выкупил её у Jordan Grand Prix в 2005 году. В сезоне 2006 года под флагами команды выступали пилоты Кристиан Альберс и Тьягу Монтейру.

## Покупка команды Jordan в 2005 году
Группа компаний Midland проявила заинтересованность в Формуле-1 ещё в 2004 году, когда они заявили о своём намерении обладать командой, которая бы смогла участвовать в чемпионате в 2006 году. Несмотря на слухи о возможности создания абсолютно новой команды или о покупке команды Jaguar, группа заключила соглашение о покупке команды Jordan у Эдди Джордана перед началом сезона 2005 года. Таким образом, команда Midland не была абсолютным новичком в Формуле-1, и ей не потребовалось вносить 48 миллионов долларов стартовых выплат. Кроме того, группа Midland приобрела права на прибыль от показа гонок в 2005 году (где команда Джордан заняла 9-е, предпоследнее место).
Команда выступала под прежним названием в 2005 году, и её результаты нельзя назвать выдающимися. Пилоты Нараин Картикеян и Тьягу Монтейру не смогли добиться каких-либо выдающихся результатов. Тем не менее, много шуму наделали их третье и четвёртое места на печально известном ГП США. Кроме того, команда эффектно заявила о надёжности своих болидов тем фактом, что Тьягу Монтейру смог финишировать практически во всех гонках (кроме одной).
В конце 2005 года в средствах массовой информации поднялась волна слухов о том, что группа Midland недовольна результатами команды, и даже подумывает о её перепродаже. Один из руководителей команды, Тревор Карлин, уволился после семи проведённых гонок, главный инженер и дизайнер Марк Смит также покинул команду, не дожидаясь конца сезона. Были некоторые свидетельства в пользу того, что известный экс-пилот Формулы-1 Эдди Ирвайн собирался перекупить команду.

## Сезон 2006 года

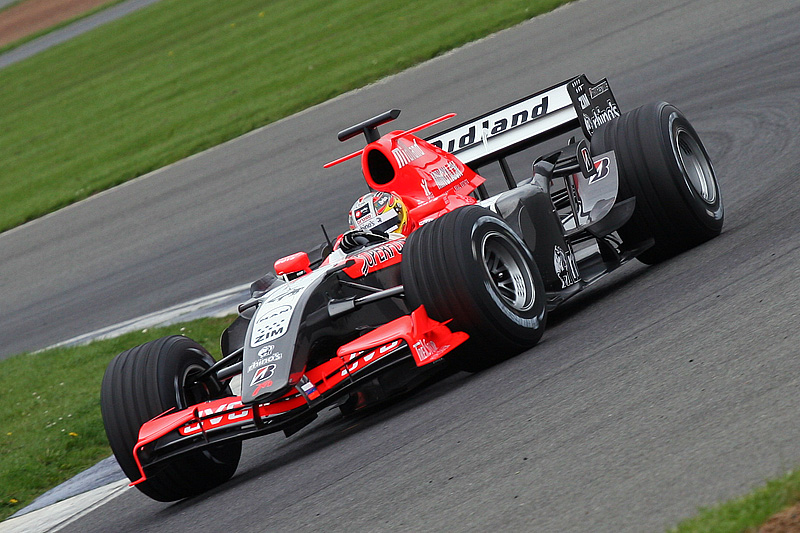
Тьягу Монтейру испытывает болид M16 на трассе Сильверстоун.

В этом сезоне команда впервые выступила под новым именем и российским флагом. Российский тест-пилот Роман Русинов участвовал в тестировании болида на протяжении зимы. Новый болид Midland M16 в 2006 году был также оснащён моторами Toyota, но кардинально изменил раскраску. Машина 2006 года была раскрашена в корпоративные цвета группы Midland: красный, чёрный и белый.
Несмотря на то, что русские тест-пилоты и ранее работали в Формуле-1 (Сергей Злобин, за команду Минарди), в истории королевских гонок никогда на трассу не выходил русский боевой пилот. Шнайдер постоянно заявлял о том, что команда намерена взять в свой состав русских боевых пилотов, но в 2006 году её честь защищали португалец Тьягу Монтейру и голландец Кристиан Альберс, работавший в 2005 году на команду Минарди.
10 сентября 2006 года группа компаний Midland Group официально сообщила о продаже 100 % своих акций в компании Midland F1 Limited (MF1 Racing). Новым владельцем команды стала компания Spyker Cars NV (Spyker).
Команда MF1 Racing стала 100-процентным дочерним подразделением Spyker и стала называться Spyker MF1 Racing. Стоимость MF1 Racing на момент продажи составляла 106,6 млн долларов США.
По результатам 2006 года команда не завоевала ни одного очка, опередив лишь Super Aguri.

## Результаты гонок
| Легенда к таблице |                                                                    |
| --- | ------------------------------------------------------------------ |
| В таблице перечислены результаты всех Гран-при Формулы-1, в которых принимала участие команда. Строками таблицы являются сезоны, столбцами — этапы чемпионата мира. В каждой клетке указаны сокращённое название этапа и результаты гонщиков команды, дополнительно обозначенные цветом. Расшифровка обозначений и цветов представлена в нижеследующей таблице. |                                                                    |
| \| Пример \| Описание \| \| ------------ \| ------------------------------------------------------------------ \| \| 1 \| Победитель \| \| 2 \| Второе место \| \| 3 \| Третье место \| \| 5 \| Финишировал, заработав очки \| \| Сход \| Не финишировал, но при этом заработал очки \| \| 12 \| Финишировал, не получив очков \| \| НКЛ \| Финишировал, но не попал в финальную классификацию \| \| 15 \| Участвовал вне зачёта, либо по отдельной классификации \| \| 18 \| Не финишировал, но попал в финальную классификацию \| \| Сход \| Не финишировал \| \| НКВ \| Не прошёл квалификацию \| \| НПКВ \| Не прошёл предквалификацию \| \| ДСК \| Дисквалифицирован \| \| ИСК \| Исключён из протокола соревнований \| \| ТТ \| Заявлен для участия только в тренировках \| \| НС \| Участвовал в квалификации, но не стартовал в гонке \| \| Т \| Травмирован или болен \| \| ОТК \| Отказ от участия \| \| НТР \| Прибыл на соревнования, но на трассу не выезжал \| \| НПР \| Был заявлен в числе участников, но не прибыл к началу соревнований \| \| О \| Соревнования отменены \| \| \| Не участвовал \| \| Поул-позиция \| \| \| Быстрый круг \| \| |                                                                    |
| Пример | Описание                                                           |
| 1 | Победитель                                                         |
| 2 | Второе место                                                       |
| 3 | Третье место                                                       |
| 5 | Финишировал, заработав очки                                        |
| Сход | Не финишировал, но при этом заработал очки                         |
| 12 | Финишировал, не получив очков                                      |
| НКЛ | Финишировал, но не попал в финальную классификацию                 |
| 15 | Участвовал вне зачёта, либо по отдельной классификации             |
| 18 | Не финишировал, но попал в финальную классификацию                 |
| Сход | Не финишировал                                                     |
| НКВ | Не прошёл квалификацию                                             |
| НПКВ | Не прошёл предквалификацию                                         |
| ДСК | Дисквалифицирован                                                  |
| ИСК | Исключён из протокола соревнований                                 |
| ТТ | Заявлен для участия только в тренировках                           |
| НС | Участвовал в квалификации, но не стартовал в гонке                 |
| Т | Травмирован или болен                                              |
| ОТК | Отказ от участия                                                   |
| НТР | Прибыл на соревнования, но на трассу не выезжал                    |
| НПР | Был заявлен в числе участников, но не прибыл к началу соревнований |
| О | Соревнования отменены                                              |
| | Не участвовал                                                      |
| Поул-позиция |                                                                    |
| Быстрый круг |                                                                    |

| Год  | Шасси | Двигатель | Шины | Пилоты           | 1    | 2   | 3    | 4    | 5   | 6    | 7   | 8   | 9    | 10   | 11   | 12  | 13  | 14   | 15    | 16    | 17    | 18  | Очки | Место |
| ---- | ----- | --------- | ---- | ---------------- | ---- | --- | ---- | ---- | --- | ---- | --- | --- | ---- | ---- | ---- | --- | --- | ---- | ----- | ----- | ----- | --- | ---- | ----- |
| 2006 | М16   | Toyota V8 | B    |                  | БАХ  | МАЛ | АВС  | САН  | ЕВР | ИСП  | МОН | ВЕЛ | КАН  | США  | ФРА  | ГЕР | ВЕН | ТУР  | ИТА   | КИТ   | ЯПО   | БРА | 0    | 10    |
| 2006 | М16   | Toyota V8 | B    | Тьягу Монтейру   | 17   | 13  | Сход | 16   | 12  | 16   | 15  | 16  | 14   | Сход | Сход | ДСК | 9   | Сход | Сход* | Сход* | 16*   | 15* | 0    | 10    |
| 2006 | М16   | Toyota V8 | B    | Кристиан Альберс | Сход | 12  | 11   | Сход | 13  | Сход | 12  | 15  | Сход | Сход | 15   | ДСК | 10  | Сход | 17*   | 15*   | Сход* | 14* | 0    | 10    |

* Как Spyker MF1 Team